# Veronika Hoferková
Veronika Hoferková (ur. 20 stycznia 1982 w Uherskich Hradištach) – czeska piłkarka występująca na pozycji pomocnika. Od 2009 gra dla drużyny Linköping Kenty DFF w szwedzkiej lidze Division 1. Rozegrała ponad trzydzieści meczów dla reprezentacji Czech.